# Convair X-12
X-12 est le nom donné par l'USAF au SM-65B Atlas B, seconde série de prototypes du missile balistique intercontinental SM-65 Atlas. Alors que son prédécesseur, le X-11 Atlas A, n'était équipé que de boosters fixes et dépourvu de moteur principal, le X-12 est la première fusée à deux étages de la série Atlas. Le premier lancement d'un Atlas B a lieu le 19 juillet 1958.
Dix lancements sont effectués. Neuf sont des vols d'essais sub-orbitaux dans le cadre du programme de test du SM-65 Atlas, cinq vols sur neuf sont couronnés de succès. Lors du septième lancement, qui a lieu le 18 décembre 1958, le X-12 n°10B est utilisé pour placer en orbite basse le satellite SCORE, premier satellite de télécommunications américain mis en service. C'est aussi la première fois qu'une mise en orbite est effectuée grâce à un lanceur Atlas.
Tous les lancements sont effectués depuis les pas de tir LC-11, LC-13 et LC-14 de la Cape Canaveral Air Force Station.

## Liste des lancements
| Date       | Heure (GMT) | Pas de tir | N° de série | Apogée            | Résultat | Observations                      |
| ---------- | ----------- | ---------- | ----------- | ----------------- | -------- | --------------------------------- |
| 19/07/1958 | 17:36       | LC-11      | 3B          | 10 km (6.2 mi)    | Échec    |                                   |
| 02/08/1958 | 22:16       | LC-13      | 4B          | 900 km (560 mi)   | Succès   |                                   |
| 29/08/1958 | 04:30       | LC-11      | 5B          | 900 km (560 mi)   | Succès   |                                   |
| 14/09/1958 | 05:24       | LC-14      | 8B          | 900 km (560 mi)   | Succès   |                                   |
| 18/09/1958 | 21:27       | LC-13      | 6B          | 100 km (62 mi)    | Échec    |                                   |
| 18/11/1958 | 04:00       | LC-11      | 9B          | 800 km (500 mi)   | Échec    |                                   |
| 29/11/1958 | 02:27       | LC-14      | 12B         | 900 km (560 mi)   | Succès   |                                   |
| 18/12/1958 | 22:02       | LC-11      | 10B         | 1 484 km (922 mi) | Succès   | Mise en orbite du satellite SCORE |
| 16/01/1959 | 04:00       | LC-14      | 13B         | 100 km (62 mi)    | Échec    |                                   |
| 04/02/1959 | 08:01       | LC-11      | 11B         | 900 km (560 mi)   | Succès   |                                   |

### Développements ultérieurs
- SM-65 Atlas